# Billete de doscientos pesos mexicanos (F)
El Billete de 200 pesos de la familia F es la tercera denominación más alta de la anterior familia de billetes de peso mexicano (tipo F). Su diseño está, aunque no declarado oficialmente, en el Estado de México. El color predominante de la denominación es el verde. El sustrato en el que está impreso es papel de algodón. 
El anverso tiene como motivo principal la efigie de la escritora y monja mexiquense, Sor Juana Inés de la Cruz. A su izquierda, se encuentra una composición conformada por un libro, dos plumas en un tintero y, al fondo, la estantería de una biblioteca y una ventana. La composición hace referencia a la estancia que sor Juana ocupó gran parte de su vida para elaborar sus composiciones literarias.
El reverso tiene como motivo principal una vista a la hacienda de Panoaya, ubicada en las afueras de Amecameca de Juárez (Estado de México), que fue donde sor Juana vivió de sus tres a ocho años de vida. La vista está acompañada de un relieve de la pila bautismal del templo de San Vicente Ferrer, ubicado en Chimalhuacán (Estado de México). Además, al fondo de la composición están los volcanes Popocatépetl e Iztaccíhuatl.
Se puso en circulación el 8 de septiembre de 2008. Once años después fue reemplazado del cono monetario actual el 2 de septiembre de 2019  por el billete de la familia G; aunque cabe destacar, que, a diferencia de otros billetes antiguos, este no se encuentra en proceso de retiro. La imagen de poetiza, en su lugar, es utilizada en el nuevo billete de cien pesos.

## Medidas de seguridad

### Relieves sensibles al tacto
En unas zonas, la superficie del billete tiene un relieve pequeño sensible al tacto, en especial si están muy nuevos. Las zonas donde se sienten son: la leyenda de Banco de México, la libro, la pluma y en el número girado 45 grados que dice 200 pesos y en la parte de la esquina del lado derecho de la libro y pluma.

### Elementos que cambian de color
Se utiliza una tinta especial que cambia de color dependiendo el nivel de la luz, En este billete cambian de color de oro o dorado a verde, el lado derecho del libro y la pluma que se ubican en la esquina superior izquierda, Se puede notar al girar el billete, Estos elementos tienen relieve por lo que son sensibles al tacto.
Para observar mejor este elemento de seguridad, se recomienda tomar el billete por el frente, colocarlo horizontalmente a unos 30 cm. frente a los ojos y girarlo o inclinado.

### Hilo 3D
Los billetes de 200 pesos constan de un hilo que está integrado al papel y tiene figuras de caracol en tercera dimensión que se mueven en sentido cruzado al movimiento del billete; si éste se gira en forma vertical, los caracoles se mueven en forma horizontal, si el billete se gira en forma horizontal, los caracoles se mueven en forma vertical. Visto a contraluz, el hilo 3D se ve como una banda continua que cruza al billete.
El hilo 3D es verde en el billete de 200 pesos.

### Hilo de seguridad
Este hilo forma parte del papel de algodón desde que se fábrica el billete. Las pruebas de existencia de dichos hilos consisten en pasar el billete dentro de una lámpara de luz ultravioleta, en cuyo interior el billete mostrará los pequeños hilos luminiscentes, el hilo se mostrará negro.

### Marca de agua
Es otra marca de seguridad que igual, ya está hecha en el papel de algodón que se ve a la luz directa. En este caso, la imagen de Sor Juana se observa de color gris.

### Registro perfecto
En el anverso del billete se imprimen ciertos elementos de una imagen y en el reverso, sus elementos complementarios. Al observar el billete a trasluz, los elementos se combinan con exactitud para dar una imagen completa. En los billetes de la familia F, las figuras que se complementan son el mapa de la República Mexicana y la rosa de los vientos.

### Textos microimpresos
Son textos que no pueden ser vistos a simple vista debido a su tamaño y únicamente con lupa o cualquier otro instrumento que amplifique su tamaño. En este billete se encuentra arriba de la composición del libro y el tintero. Reza lo siguiente:

HOMBRES NECIOS QUE ACUSÁIS

A LA MUJER SIN RAZÓN,
 
SIN VER QUE SOIS LA OCASIÓN

DE LO MISMO QUE CULPÁIS:(...)

SÁTIRA FILOSÓFICA

### Fondos lineales
En el anverso y reverso del billete se encuentra un diseño compuesto de figuras y rayas anchas y delgadas, las cuales solo pueden observarse con una lupa. Como una especie de tapizado irregular.

### Fluorescencia
En el reverso de todos los billetes hay diseños impresos con tintas fluorescentes que brillan al ser expuestas a la luz ultravioleta (también conocida como "luz negra").